# Dolna Banjica
Dolna Banjica (makedonsky: Долна Бањица; albánsky: Banjicë e Poshtme, turecky: Aşağı Banisa) je vesnice v Severní Makedonii. Nachází se v opštině Gostivar v Položském regionu. 

## Demografie
Podle sčítání lidu z roku 2021 žije ve vesnici 3 138 obyvatel. Etnickými skupinami jsou:
- Albánci – 1 166
- Turci – 1 254
- Makedonci – 391
- Romové – 14
- Srbové – 1
- ostatní – 312